# Reyli Barba
Reyli Barba (né le 12 avril 1972) est un auteur-compositeur-interprète et acteur mexicain. Il est connu pour avoir été le premier chanteur du groupe Elefante, remplacé par Jorge Guevara en 2004. Depuis qu'il quitte le groupe, il travaille en tant qu'artiste solo.

## Biographie
Il est originaire de la ville de Juárez, Chiapas. Il est envoyé dans la ville de Pichucalco pour étudier, car Juárez n'avait pas d'enseignement secondaire. Reyli se fait connaître en tant qu'auteur-compositeur-interprète alors qu'il est membre du groupe Elefante en 2001. 
Après sa séparation du groupe le 6 janvier 2004, il annonce se lancer en solo pour poursuivre sa carrière artistique.  En 2006, il sort la chanson Tu eres el amor pour la bande-son mexicaine du film Les Rebelles de la forêt, où il double la voix de l'ours Boog, aux côtés de Jaime Camil et Fanny Lu. La chanson est également connue pour avoir été jouée lors de la fermeture de la chaîne Jetix. En tant qu'artiste solo, il connait un grand succès dans les pays hispanophones et dans d'autres pays du reste du monde, où il effectue des tournées internationales. Il est désigné comme l'un des candidats aux Grammy Awards, où il remporte des prix. Il partage la scène avec des chanteurs tels que Beyoncé et Alejandro Fernández.

## Discographie

### Albums solo
- 2004 : En la luna
- 2007 : Fe
- 2009 : Qué vueltas da la vida
- 2011 : Bien acompañado
- 2019 : La Metamorfosis
- 2023 : Contigo quiero

### Avec Elefante
- 2001 : El que busca encuentra
- 2002 : Lo que andábamos buscando